# Checkpoint (album)
Checkpoint is het vierde studioalbum van de muziekgroep Sailor. Het album verscheen in 1977.
Na The Third Step moest Sailor opnieuw een stap terugdoen, mindere verkopen zouden uiteindelijk na het volgende album tot opheffing van de band leiden. Phil Pickett zag kennelijk de bui al hangen en speelde niet mee op dit album. Orkestarrangementen waren van Thor Baldursson.

## Musici
- Georg Kajanus - zang en gitaar, synthesizer
- Henry Marsh – zang, accordeon, basgitaar, synthesizer, Nickelodeon
- Grant Serpell – zang, slagwerk, percussie

## Composities
Allen van Kajanus, tenzij anders vermeld:

### Kant A
1. Stay with me
2. Romance
3. Keep off the streets at night
4. Checkpoint Charlie
5. Joe’s Pianola

### Kant B
1. Down by the docks
2. Put your money where your mouth is (Serpell, Marsh)
3. My girl (she knows what to do)
4. Istanbul 6:25 (Serpell, Marsh)
5. Nothing has changed

Het album verscheen in 2008 op compact disc, samen met zijn voorganger.